# アダム・ウォートン
アダム・ジェームズ・ウォートン（Adam James Wharton, 2004年2月6日 - ）は、イングランドのランカシャー州ブラックバーン出身のプロサッカー選手。プレミアリーグのクリスタル・パレスFC所属。ポジションはミッドフィールダー。イングランド代表。

## 経歴

### ブラックバーン・ローヴァーズ
2022年5月にEFLチャンピオンシップのブラックバーン・ローヴァーズFCと最初のプロ契約を結んだ。同年8月10日、EFLカップ1回戦のハートリプール・ユナイテッドFC戦に出場してプロデビューした。31日のブラックプールFC戦で初めて90分間フル出場し、プレイヤーオブザマッチに選出された。10月22日のバーミンガム・シティFC戦でプロ初得点を記録した。

### クリスタル・パレス
2024年2月1日にプレミアリーグのクリスタル・パレスFCへ完全移籍し、5年契約を結んだ。移籍金は正式には発表されていないが、約1,800万〜2,200万ポンドとされている。2日後のブライトン・アンド・ホーヴ・アルビオンFCで移籍後初出場した。

## 代表歴
2022年9月にU-19イングランド代表に初選出された。
2023年11月にはU-20イングランド代表に初選出された。
2024年5月21日、UEFA EURO 2024に出場するイングランド代表の暫定メンバー33人に選出され、6月3日のボスニア・ヘルツェゴビナとの親善試合に途中出場してA代表デビューを果たした。その後EUROに出場する最終26人のメンバーに残ったが、大会では出場がなかった。

## 家族
兄のスコット・ウォートンもプロサッカー選手で、ブラックバーン・ローヴァーズFCでチームメイトだった。

## 個人成績

### 代表
| イングランド代表 | 国際Aマッチ | 国際Aマッチ |
| 年               | 出場        | 得点        |
| ---------------- | ----------- | ----------- |
| 2024             | 1           | 0           |
| 通算             | 1           | 0           |